# اچ‌ام‌اس پیلچارد (۱۸۰۵)
اچ‌ام‌اس پیلچارد (۱۸۰۵) (به انگلیسی: HMS Pilchard (1805)) یک کشتی بود که طول آن ۵۵ فوت ۲ اینچ (۱۶٫۸۱ متر) بود. این کشتی در سال ۱۸۰۵ ساخته شد.